# پاراتبوئنو
پاراتبوئنو (انگلیسی: Paratebueno) یک منطقه مسکونی در کشور کلمبیا است.